# Dream On
"Dream On" é uma canção da banda norte-americana Aerosmith. Foi lançada como primeiro single de seu álbum de estreia.

## Em concerto
Ao vivo, parte da música de piano é tocada por Tyler. A banda também tocou "Dream On" com uma orquestra em algumas ocasiões. No início de 1990, a banda tocou a canção ao vivo com uma orquestra no décimo Aniversário da MTV. Um vídeo coincidindo dirigido por Marty Callner também foi criado.
Além disso, em 2006, Steven Tyler e Joe Perry tocaram a música ao vivo com a Boston Pops Orchestra no seu espetacular quatro de julho. Em 19 de setembro de 2006, o Aerosmith dedicou a música ao soldado israelense capturado Ehud Goldwasser. Em 22 de setembro de 2007, em um show em Atlantic City, Nova Jersey, Aerosmith dedicou a canção a uma de seus fãs, Monica Massaro, que tinha sido assassinada no início desse ano. Em 1999, o cantor Ronnie James Dio gravou uma versão da canção juntamente com o guitarrista Yngwie Malmsteen, incluída no álbum de tributo Tribute To Aerosmith: Not The Same Old Song And Dance, que também contém participação de outros artistas tocando músicas da banda Aerosmith. 
Em abril de 2014, logo antes de completar um ano do Atentado à Maratona de Boston de 2013, Steven Tyler e Joe Perry gravaram uma nova versão com a Southern California Children's Chorus um vídeo que fez parte da reportagem "Dream On: Stories on Boston's Strongest" da ESPN.
A canção faz parte da lista The Rock and Roll Hall of Fame's 500 Songs that Shaped Rock and Roll.

## Versões
Há uma versão por Ronnie James Dio (mais conhecido como vocalista das bandas Rainbow e Black Sabbath) e o guitarrista sueco Yngwie Malmsteen, no Tribute to Aerosmith (1999).
Em 1988, Greg X. Volz (ex vocalista da banda Petra) regravou "Dream On" em seu segundo álbum solo, intitulado Come Out Fighting.
"Sing for the Moment", canção hip hop do rapper Eminem, do álbum The Eminem Show, contém um sample da canção "Dream On". Ela foi incluída na coletânea Curtain Call: The Hits, lançada em 2005.
A música foi cantada pelos atores Matthew Morrison e Neil Patrick Harris no episódio "Dream On" da série Glee, exibido nos Estados Unidos em 18 de março de 2010. A música foi incluida na trilha sonora da série "Glee: the Music, Volume 3: Showstoppers".
Há ainda uma versão da música pela banda gótica The Mission U.K.
Em 2007, o Aerosmith regravou a música para o jogo Guitar Hero: Aerosmith

## Paradas
| Ano  | Parada            | Posição |
| ---- | ----------------- | ------- |
| 1973 | Billboard Hot 100 | 59      |
| 1976 | Billboard Hot 100 | 6       |